# Demetriusz I Starszy

Pogon Litauisk arméjacksemblem

Demetriusz I Starszy, född 1327, död 12 maj 1399 vid slaget vid Worskla floden, var en litauisk furste. Han var prins av Trubeck 1357 – 1399, Briansk 1357 – 1379, Starodub 1370 – 1399 och Druck 13?? – 13??.
Han var gift med Anna Drucka. De fick barnen Michal Trubecki, Prins av Trubeck, Iwan Trubecki (? – dog den 12 maj 1399 vid slaget om Vorskla floden), Andrzej Trubecki, (? - dog den 12 maj 1399 vid slaget om Vorskla floden), Prins av Trubeck. 
Demetriusz I Starszy fader: Olgierd (ca 1296 – slutet av maj 1377), storprins och storhertig av Litauen 1345 – 1377 och moder Maria Witebska 1318 (? – 1346)